# La Pe
La Pe è un comune del Messico, situato nello stato di Oaxaca.